# Sollerud

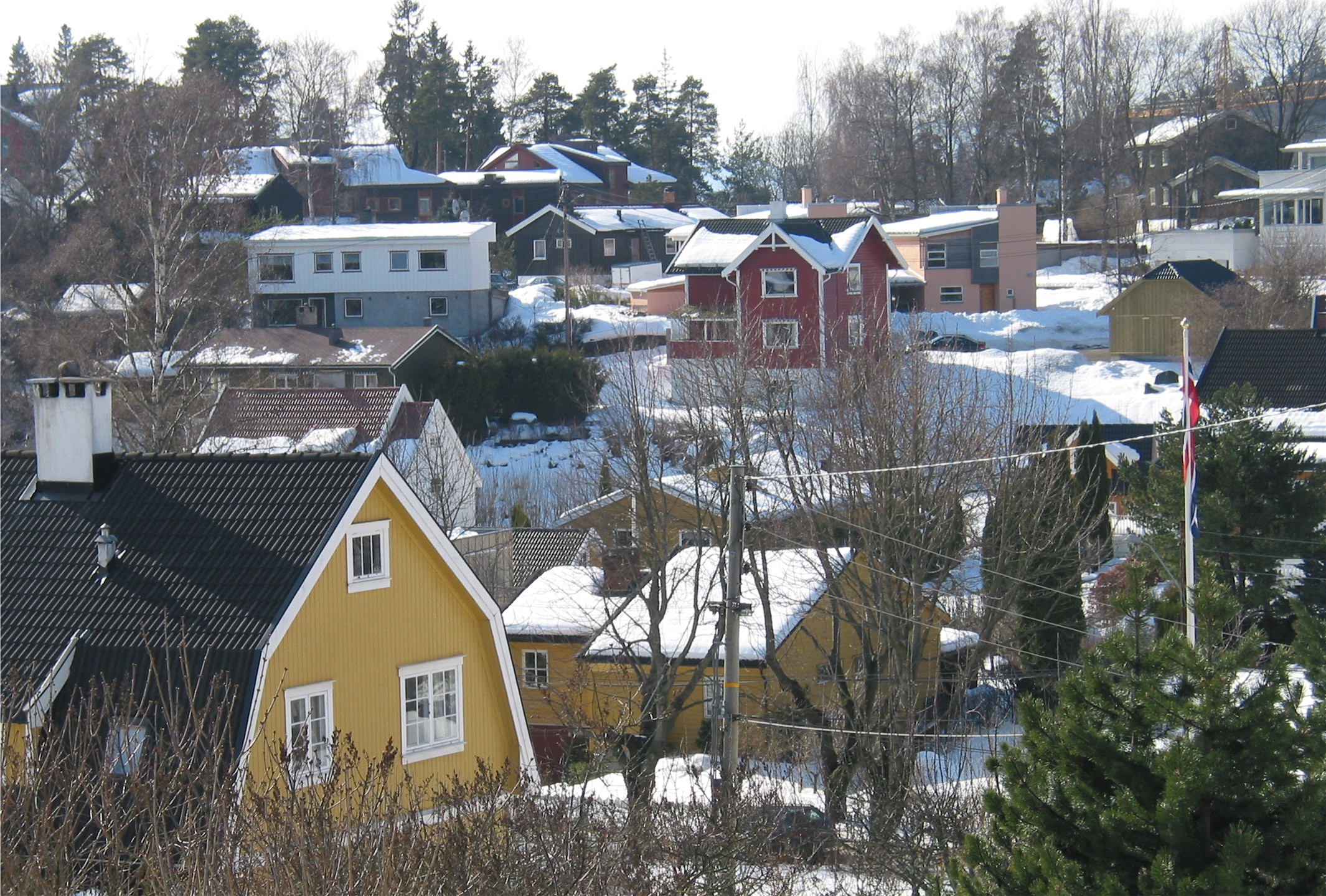
Sollerud

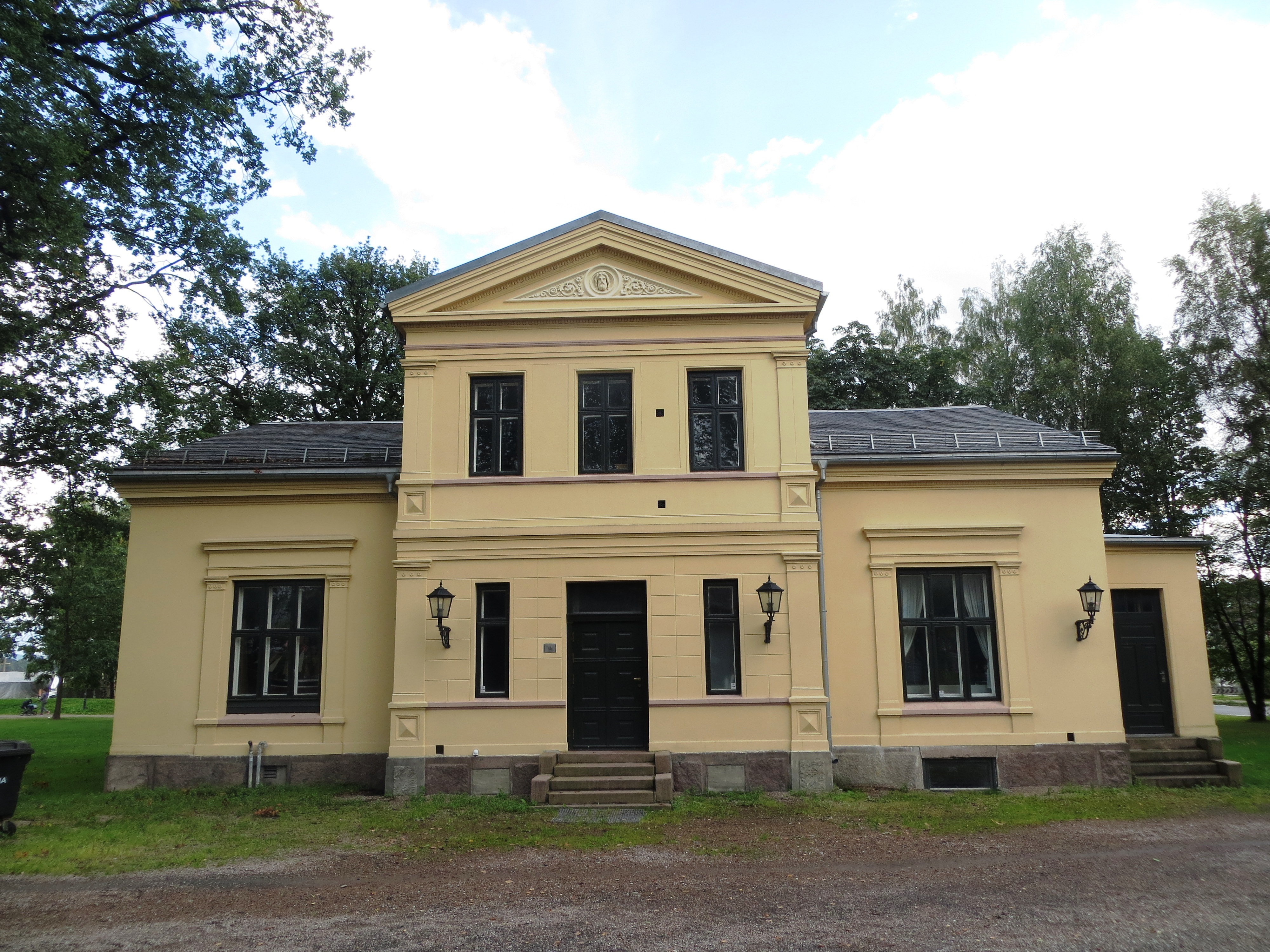
Sollerud gårds huvudbyggnad

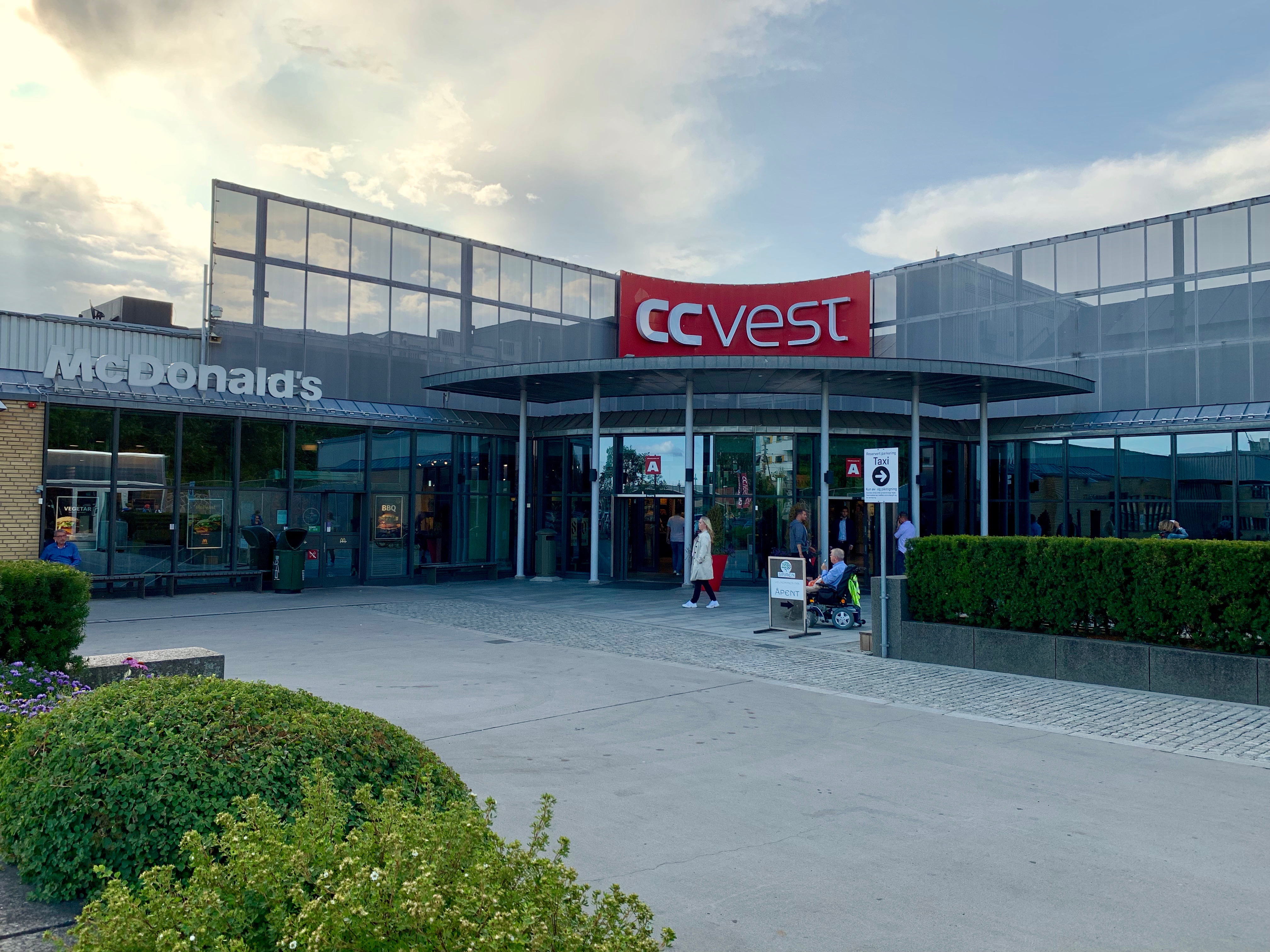
Köpcentret CC Vest

Sollerud är ett bostadsområde i stadsdelen Ullern i Oslo.
Sollerud var en gammal utskeppningsplats för trävirke. Det uppfördes industrier på 1700-talet längs Lysakerelva, bland andra Sollerud teglverk, en spickerifabrik, en kvarn och ett sågverk. År 1859 grundades Lysaker Kemiske Fabrik på sågverksstomten och 1876 etablerades O. Mustad & Søn med produktion av bland annat spik och hästskosöm. Köpcentret CC Vest ligger idag i den tidigare järnvarufabriken.
Småhusbebyggelse påbörjades i början av 1900-talet och spårvagnsförbindelse kom 1919 med Lilleakerbanen.
Sedan 1991 finns, förutom E18-bron över Lysakerelva, en lokal broförbindelse till Sollerudstranda, med Sollerudstranda skole och småbåtshamn.
Sollerud  gård, som området är uppkallat efter, hörde till kyrkan fram till 1542, då den blev kronogods. Kungen ägde den till 1646. Gården köptes 1871 av läkaren Arne Rustad, som lät uppföra den nuvarande huvudbyggnaden, ritad av Heinrich Ernst Schirmer. Sollerud beboddes från 1875 av fabrikören Hans Mustad och köptes 1890 av Axel Heiberg, som lät komplettera den med en träbyggnad, som ombyggdes av Thomas Stang. Den används sedan 1970-talet av Sollerudstranda skole och är ett byggnadsminne.
Namnet härstammar troligen från det fornnorska ordet Sǫrlaruð, en sammansättning av mansnamnet Sǫrli och ändelsen -ruð («röjning»).

## Bildgalleri

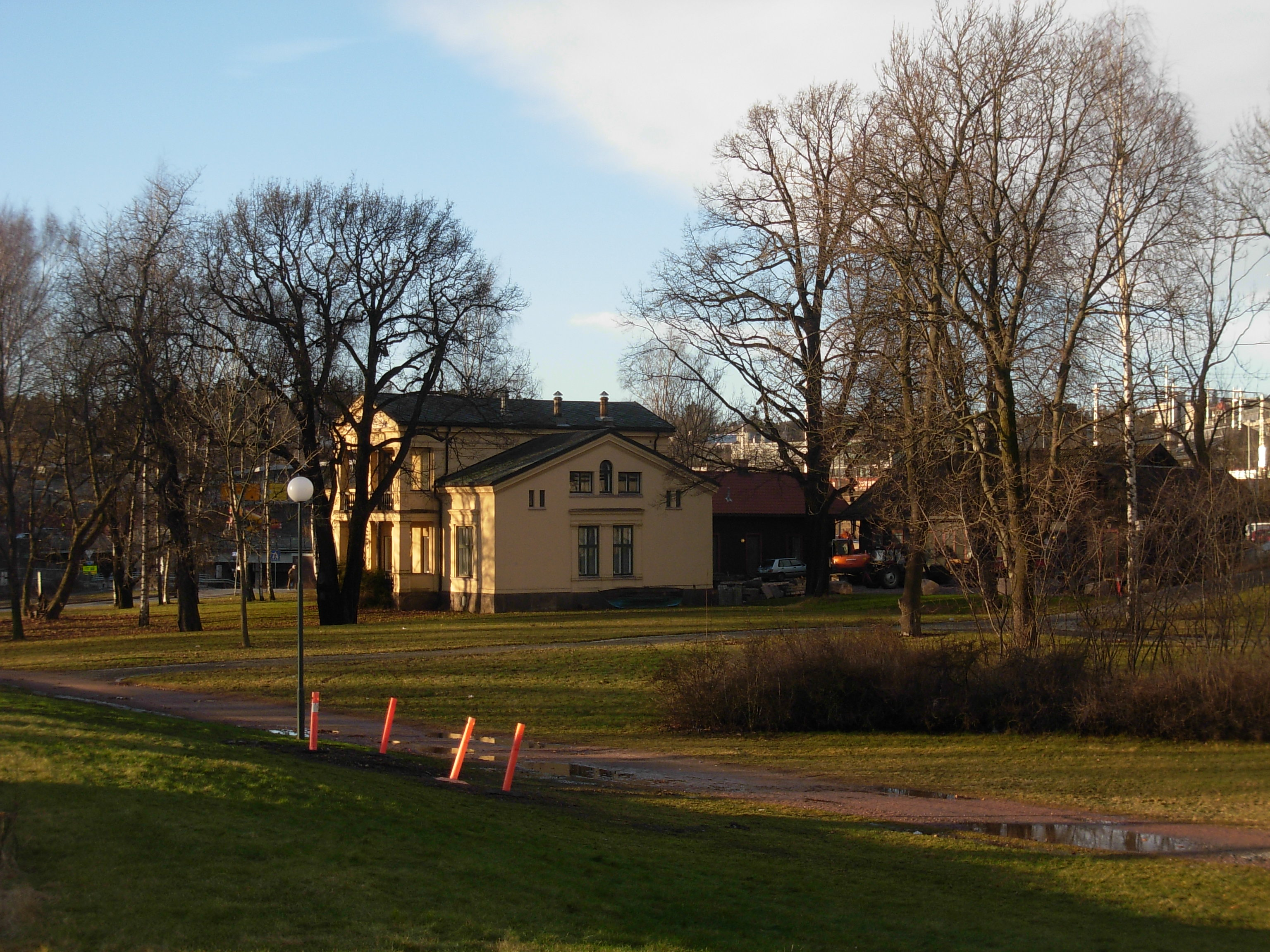
Sollerud gård
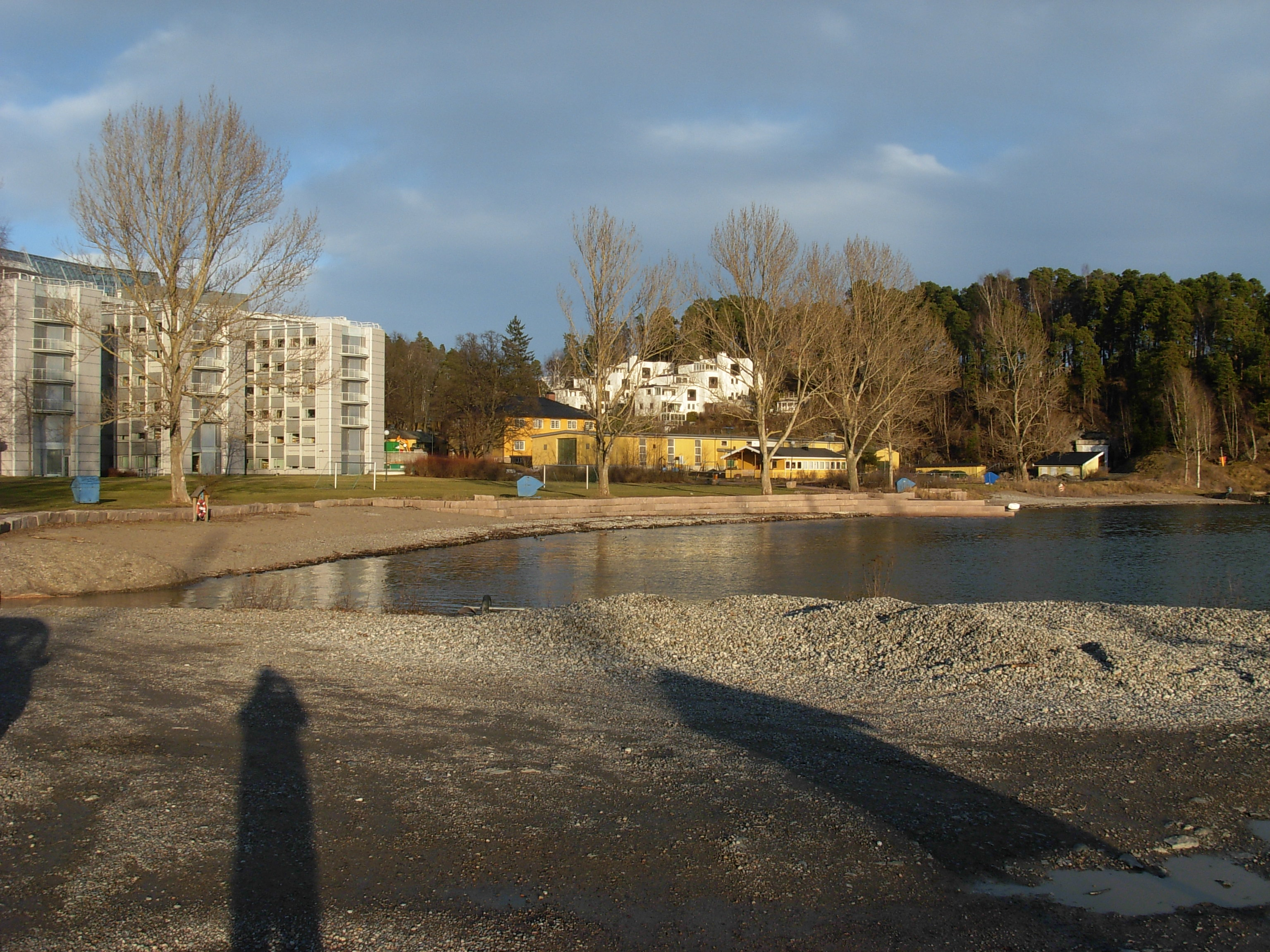
Sollerud strand
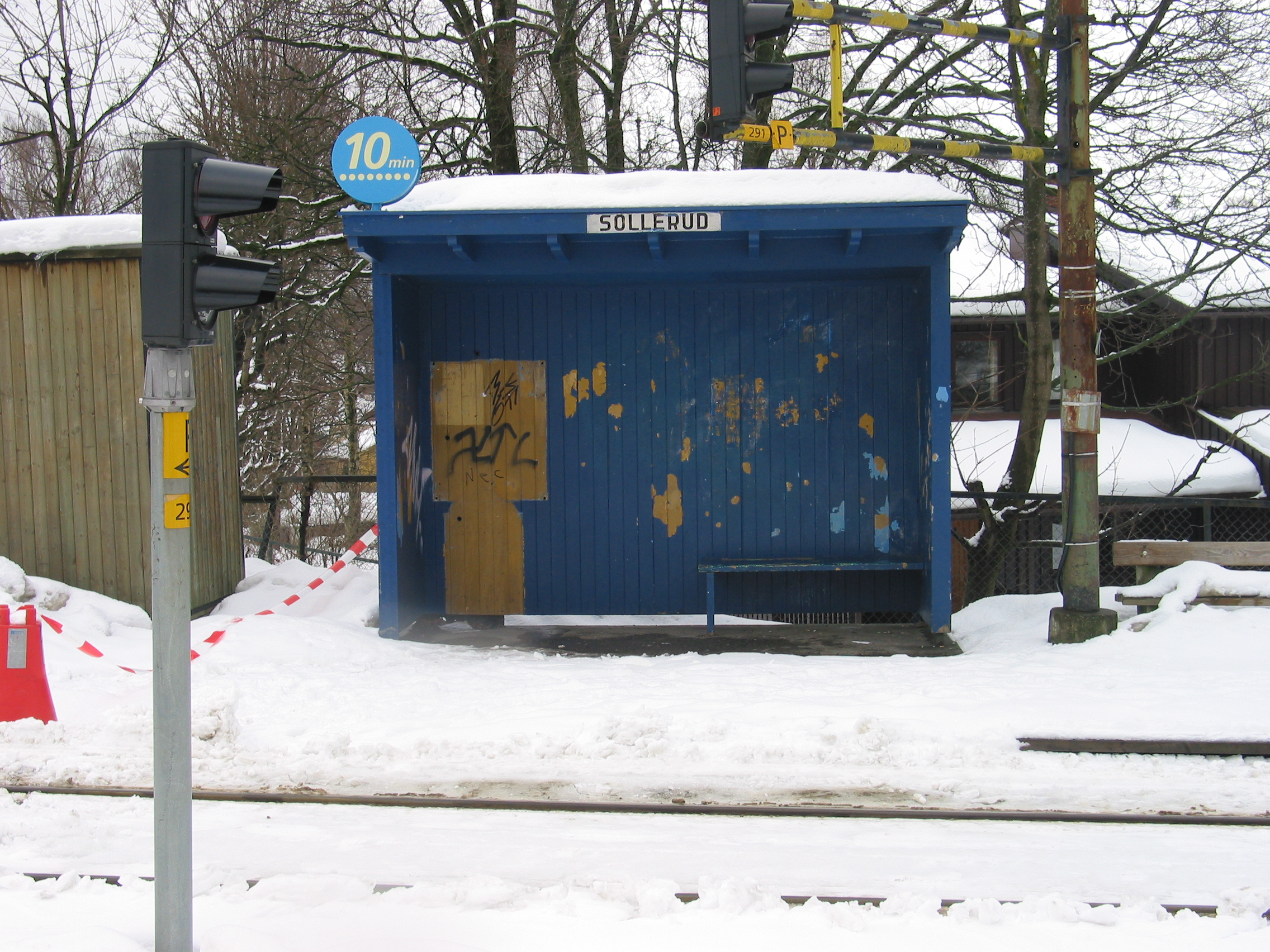
Sollerud hållplats